# Гвардейский (Волгоградская область)
Гвардейский — хутор в Клетском районе Волгоградской области. Входит в состав Захаровского сельского поселения.

## История
В 1966 г. Указом Президиума ВС РСФСР хутор фермы № 1 совхоза «Пролетарская культура» переименован в Гвардейский.

## Население
| 2010 |
| ---- |
| 193  |